# Quercus hainanica
Quercus hainanica C.C.Huang & Y.T.Chang ex Govaerts & Frodin – gatunek roślin z rodziny bukowatych (Fagaceae Dumort.). Występuje naturalnie w południowych Chinach – na wyspie Hajnan.

## Morfologia
PokrójZimozielone drzewo dorastające do 15 m wysokości.
LiścieBlaszka liściowa jest skórzasta, owłosiona od spodu i ma eliptyczny kształt. Mierzy 10–20 cm długości oraz 5–10 cm szerokości, jest karbowana na brzegu, ma klinową nasadę i spiczasty wierzchołek. Ogonek liściowy jest omszony i ma 25–50 mm długości.
OwoceOrzechy o elipsoidalnym kształcie, dorastają do 20–25 mm długości i 25–35 mm średnicy. Osadzone są pojedynczo w odwrotnie stożkowatych miseczkach do 30–50% ich długości. Same miseczki mierzą 25–35 mm średnicy.

## Biologia i ekologia
Rośnie w lasach mieszanych. Występuje na wysokości od 900 do 1000 m n.p.m. Kwitnie od kwietnia do maja, natomiast owoce dojrzewają od września do października.